# Johann Franz Encke
Johann Franz Encke (Amburgo, 23 settembre 1791 – Spandau, 26 agosto 1865) è stato un astronomo tedesco.
Viene spesso confuso con un altro astronomo tedesco, Karl Ludwig Hencke.

## Biografia
Encke studiò matematica e astronomia all'Università di Gottinga sotto la guida di Carl Friedrich Gauss. Successivamente si arruolò nell'esercito prussiano per la campagna del 1813-1814 diventando tenente di artiglieria nel 1815. Ritornò a Gottingen nel 1816, quando Bernhardt von Lindenau lo nominò suo assistente.
A Gottinga completò le sue indagini sulla cometa, apparsa nel 1680, e per questo vinse il Cotta Prize nel 1817. La cometa in questione è adesso chiamata 12P/Pons-Brooks. Encke attribuì alla cometa, esattamente, un periodo di 71 anni.
Sulla scorta di un'intuizione di Jean-Louis Pons, e sospettando che una delle tre comete scoperte nel 1818 fosse stata in realtà da lui avvistata in precedenza, nel 1805, cominciò a calcolare il periodo orbitale di tale cometa. Ai suoi tempi, tutte le comete conosciute avevano un periodo orbitale di 70 e più anni e con l'afelio ben oltre l'orbita di Urano. La cometa più famosa tra queste è quella di Halley, con un'orbita di 76 anni. Pertanto l'orbita della cometa scoperta da Pons appariva singolare, poiché aveva un periodo orbitale di soli 3,3 anni e aveva un afelio vicino al pianeta Giove. Encke annunciò il ritorno della cometa nel 1822. Essa non venne vista nell'emisfero boreale, come si aspettava, bensì nell'emisfero australe, ove la sua comparsa venne descritta da Carl Ludwig Christian Rumker in Australia. La cometa era identificabile con una già vista precedentemente da Pierre Méchain nel 1786 e da Caroline Herschel nel 1795.

## Onori
Gli sono stati dedicati l'asteroide 9134 Encke e il cratere lunare Encke di 28 km di diametro.
Nel 1824 e nel 1830 gli fu assegnata la Medaglia d'Oro della Royal Astronomical Society.